# Kishikawa Seiya
Seiya Kishikawa (tiếng Nhật: 岸川聖也, tiếng Việt: Ngạn Xuyên Thánh Dã); sinh ngày 21 tháng 05 năm 1987 tại Kitakyūshū, Fukuoka, Nhật Bản) là một tuyển thủ bóng bàn quốc gia Nhật. 
Anh thường đánh đôi với đồng đại Jun Mizutani trong các giải đấu, và đã bốn lần vô địch quốc gia từ năm 2007 đến 2010. 
Họ cũng đạt huy chương đồng tại giải Vô Địch bóng bàn thế giới năm 2009 cùng hai danh hiệu khác ở các giải Protour. Hiện tại anh đang chơi bóng bàn chuyên nghiệp ở Đức TTC Ruhrstadt Herne.

## Sự nghiệp
Xuất thân từ Yahatanishi, thuộc quận Kitakyushu, tỉnh Fukuoka, Kishikawa đã đi học xa nhà ngay khi vừa tốt nghiệp cấp hai ở Kitakyushu. Ba năm học cấp ba tại trường Sendai Ikuei, Seiya đã ba lần thắng giải đơn trong các Đại hội thể dục thể thao liên trường trung học tại Nhật Bản. Sau khi tốt nghiệp trung học, Kishikawa không học tiếp lên đại học mà sang Đức thi đấu cho giải bóng bàn chuyên nghiệp Bundesliga, rồi chuyển đến câu lạc bộ Borussia Düsseldorf. Mùa giải 2009-2010 anh đã đạt kết quả thi đấu khá tốt.
Năm 2009, Kishikawa giành huy chương đồng nội dung đôi nam tại giải vô địch thế giới với đồng đội Mizutani Jun. Năm 2011, giành huy chương đồng nội dung đôi nam nữ cùng với Fukuhara Ai. Tháng 7 năm 2011, Kishikawa giành chức vô địch giải mở rộng Nhật Bản (Japan Open Tour).
Năm 2003
- Vô địch đơn nam Inter High (đại hội thể thao các trường cấp III Nhật Bản)
- Vô địch nội dung đôi nam tại Giải trẻ thế giới (cùng với Minoru Muramori)

Năm 2004
- Vô địch đơn nam Interhigh (lần thứ hai liên tiếp)
- Vô địch đôi nam giải trẻ thế giới (với Jun Mizutani)

Năm 2005
- Vào bán kết nội dung đơn nam giải bóng bàn Nhật Bản
- Vô địch đơn nam Interhigh (lần thứ 3 liên tiếp)

Năm 2007
- Vô địch đôi nam giải bóng bàn Nhật Bản (với Jun Mizutani)
- Cùng đoàn Nhật Bản xếp thứ hai tại giải vô địch châu Á lần thứ 18

Năm 2008
- Vô địch đôi nam giải bóng bàn Nhật Bản (với Jun Mizutani) lần thứ hai liên tiếp
- Giải ba đồng đội nam tại giải vô địch thế giới lần thứ 49 (Quảng Châu, Trung Quốc)
- Đồng đội nam Nhật Bản xếp thứ 5 tại Olympic Bắc Kinh

Năm 2009
- Vô địch đôi nam giải bóng bàn Nhật Bản (với Jun Mizutani) lần thứ 3 liên tiếp
- Huy chương đồng đồng đội nam Giải vô địch thế giới lần thứ 50 (với Jun Mizutani)
- Vô địch đôi nam giải Trung Quốc mở rộng (với Jun Mizutani)
- Vô địch đôi nam giải Nhật Bản mở rộng (với Jun Mizutani)
- Huy chương bạc đồng đội nam, huy chương đồng đôi nam nữ (với Ai Fukuhara) tại giải vô địch châu Á lần thứ 19
- Huy chương bạc đồng đội nam, huy chương đồng đôi nam (với Jun Mizutani), huy chương bạc đôi nam nữ (với Kasumi Ishikawa) tại giải vô địch Đông Nhật Bản lần thứ 5）
- Cùng Borussia Dusseldorf thắng mùa giải 2009/10

Năm 2010
- Vô địch đôi nam giải bóng bàn Nhật Bản (với Jun Mizutani) lần thứ 4 liên tiếp
- Huy chương đồng giải vô địch đồng đội thế giới lần thứ 30
- Huy chương đồng đồng đội nam, huy chương đồng đôi nam nữ (vớiAi Fukuhara) tại ASIAD 16 (Quảng Châu, Trung Quốc)

Năm 2011
- Huy chươn đồng đôi nam nữ (với Ai Fukuhara) tại giải vô địch thế giới lần thứ 51
- Vô địch giải Nhật Bản mở rộng
- Đại hội thể dục thể thao toàn quốc lần thứ 66 nội dung bóng bàn: vô địch đồng đội nam dưới màu áo tỉnh Yamaguchi (Yoshida･Kishikawa･Hirano)

Năm 2012
- Vô địch đôi nam giải bóng bàn Nhật Bản (với Jun Mizutani)

1. ↑  "KISHIKAWA Seiya". ITTF. Bản gốc lưu trữ ngày 10 tháng 4 năm 2016. Truy cập ngày 28 tháng 6 năm 2011.
2. ↑  "List of winners at the All Japan Table Tennis Championships" (bằng tiếng Nhật). Japan Table Tennis Association. Bản gốc lưu trữ ngày 20 tháng 6 năm 2011. Truy cập ngày 28 tháng 6 năm 2011.